# Bizarre Music For You
『Bizarre Music For You』（ビザール・ミュージック・フォー・ユー）は、ムーンライダーズの15枚目のオリジナル・アルバム。1996年12月4日発売。

## 解説
デビュー20周年記念アルバムということで、高橋幸宏、矢野顕子、直枝政広（当時は政太郎）、野宮真貴などゆかりのミュージシャンがゲストとして参加。全体に楽しい作品となっている。
「みんなはライヴァル」には、インターネットで募集したファンによる20周年を祝うメッセージが収録されている。

## 曲名リスト
1. BEATITUDE (album take)
作詞・作曲:鈴木慶一　編曲:白井良明
16thシングル『ニットキャップマン』C/Wのアルバムテイク。
2. 愛はただ乱調にある
作詞:鈴木慶一　作曲:鈴木慶一・岡田徹　編曲:岡田徹
3. 春のナヌーク
作詞・作曲・編曲:白井良明
4. 君に青空をあげよう
作詞:サエキけんぞう　作曲:岡田徹・白井良明　編曲:岡田徹
5. Happy Life
作詞:鈴木慶一　作曲・編曲:白井良明
6. ニットキャップマン外伝
作詞:鈴木博文　作曲・編曲:白井良明・岡田徹
7. ニットキャップマン (album take)
作詞:糸井重里　作曲・編曲:岡田徹
先行発売された16thシングル『ニットキャップマン』（1996年11月21日発売）のアルバムテイク。
8. 僕は負けそうだ
作詞:鈴木博文　作曲：鈴木博文・白井良明　編曲:ムーンライダーズ
9. オー何テユー事ナンダロウ
作詞・作曲・編曲:鈴木慶一
10. ガールハント
作詞・作曲・編曲:かしぶち哲郎
11. 狂犬
作詞・作曲・編曲:鈴木博文
12. 風のロボット
作詞:滋田美佳世　作曲:武川雅寛　編曲:ムーンライダーズ
13. スプーン一杯のクリスマス
作詞:鈴木博文　作曲・編曲:かしぶち哲郎
14. みんなはライヴァル
作詞:鈴木慶一　作曲・編曲:岡田徹